# Rapatea muaju
Rapatea muaju är en gräsväxtart som beskrevs av García-barr. och L.E.Mora. Rapatea muaju ingår i släktet Rapatea och familjen Rapateaceae. Inga underarter finns listade i Catalogue of Life.